# Пиуза (станция)
Пи́уза (эст. Piusa raudteejaam) — железнодорожная станция в деревне Пиуза волости Орава на линии Валга — Койдула.
В летний период на станции останавливаются пассажирские поезда, следующие из Тарту. Из Тарту поезд идёт 1 час 42 минуты.
До 1997 года на станции проводился таможенный контроль пассажирского поезда Рига — Санкт-Петербург.
| На Тарту |       | На Валгу   |
| Койдула  | Пиуза |            |
| Койдула  | Пиуза | Лепассааре |